# Télescope de Newton
Cet article concerne les télescopes de type Newton. Pour le télescope de l'observatoire du Roque de los Muchachos, voir Télescope Isaac Newton.

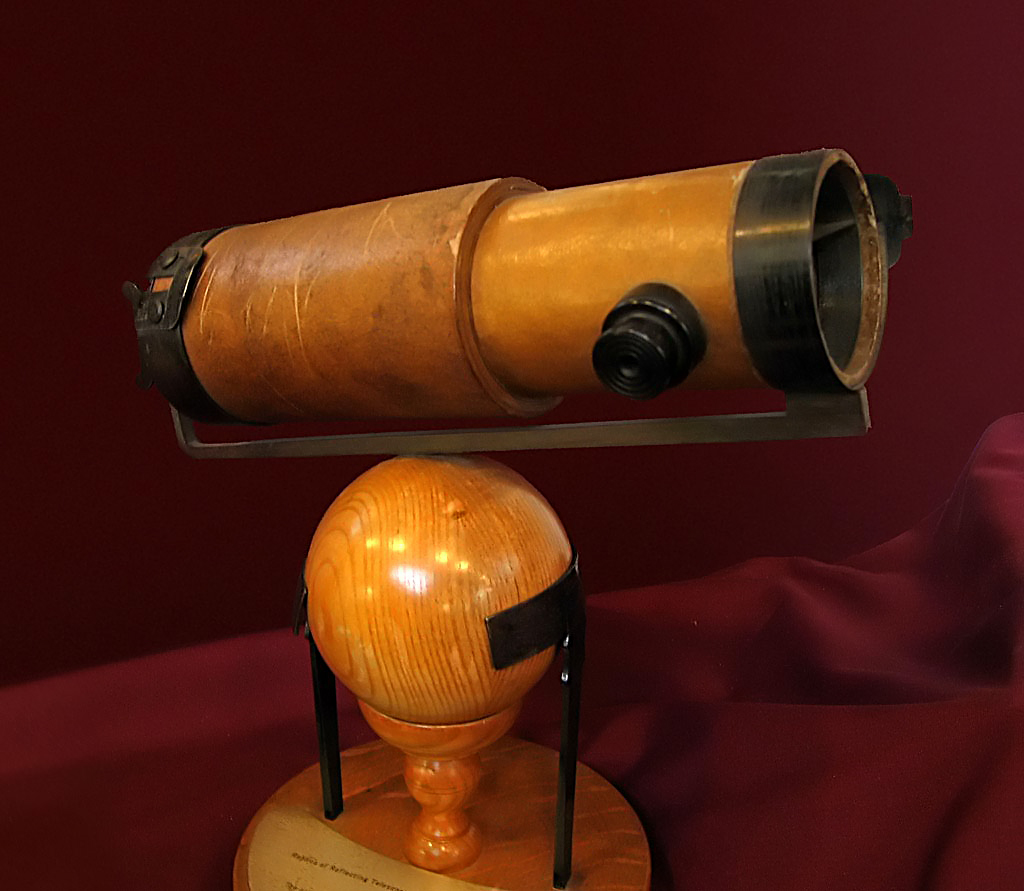
Réplique du téléscope d'Isaac Newton au musée Whipple d'histoire des sciences de Cambridge.

Le télescope de Newton, souvent appelé communément un « Newton », est un dispositif optique type télescope composé de 2 miroirs. C’est donc un dispositif à objectif « réflecteur » (qui réfléchit la lumière) a contrario de la lunette astronomique qui est un dispositif à objectif « réfracteur » (la lumière traverse les parties optiques, elle est « réfractée »). Il a été inventé par Isaac Newton.

## Principe optique

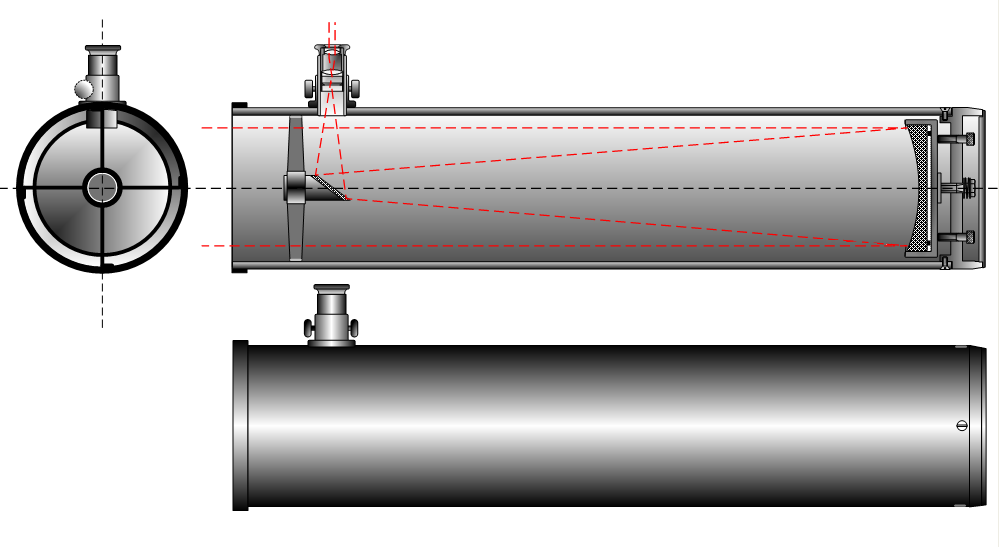
Trajet des rayons lumineux dans un télescope de Newton et principe.

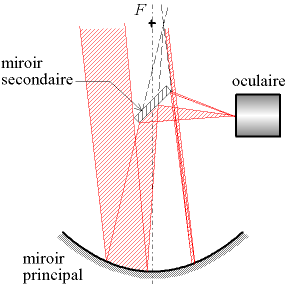
Autre illustration.

Ce télescope est composé d’un miroir primaire ou objectif, de forme théoriquement paraboloïdale (sphérique en pratique) et d’un miroir plus petit appelé « secondaire » qui est plan. Le premier miroir permet de collecter la lumière provenant de la région du ciel pointée, le second permet de dévier la lumière hors de l’axe optique de manière perpendiculaire.
Le premier miroir est caractérisé par :
- son diamètre (ou ouverture). La quantité de lumière collectée ainsi que le pouvoir séparateur (angulaire) de l'instrument dépendent de ce dernier. La quantité de lumière est proportionnelle au carré du diamètre ;
- la distance entre le centre du miroir et le point focal image (endroit où se forme l’image d'un objet situé à l’infini) appelée la distance focale. C'est elle qui détermine la grandeur, dans le plan focal, de l'image primaire de l'objet observé.

Ainsi on peut déterminer le rapport F/D (focale sur diamètre) qui donne une indication sur les performances photographiques de l’appareil mais aussi de la facilité de mise au point.
Un rapport F/D de 10 est pour une utilisation plutôt planétaire (objets bien brillants mais petits) alors qu'un rapport F/D de 3-4 est dédié au ciel profond (objets étendus et de faible magnitude).

## Avantages
La fabrication des miroirs paraboliques de moyen diamètre (40–60 cm) est beaucoup plus simple et à la portée d’un amateur éclairé contrairement à la fabrication d'une lentille de diamètre équivalent.
La réfraction due à l’instrument est nulle. Pas d’aberration chromatique contrairement à une lentille simple. Pour obtenir les mêmes résultats avec un instrument réfracteur, il faut utiliser des verres très spéciaux et souvent chers (doublets achromatiques, triplet fluorite).

## Inconvénients
Un Newton présente une aberration que l’on appelle la « coma » (coma : chevelure, les étoiles en bord de champ ne sont plus des points) ou encore l'aigrette. Ceci limite la qualité sur les bords du champ des télescopes très ouverts.
Le secondaire, ainsi que l'araignée qui le supporte, obstruent le champ visé, ce qui crée des figures de diffraction gênantes et fait perdre un peu de la lumière par comparaison avec une lunette de la même ouverture (ce qui provoque une diminution de contraste). Ceci peut être caractérisé par l’obstruction, le quotient du diamètre du miroir secondaire par le diamètre du miroir primaire, généralement exprimée en pourcentage. En pratique on ne dépassera pas 20 % pour du visuel et 30 % pour la photographie. En deçà de 20 %, la baisse de contraste est négligeable. On dit souvent qu'un miroir de 200 mm avec 20 % d'obstruction est égal à une lunette apochromatique de 160 mm, un 300 mm avec 30 % à une lunette apochromatique de 210 mm, etc. Cette règle est bien confirmée par les courbes de FTM[précision nécessaire].

## Fabrication d'un miroir primaire
La surface sphérique est beaucoup plus simple à fabriquer manuellement qu'une surface parabolique. Inconvénient, elle présente une aberration de sphéricité qui limite le diamètre du miroir utile (comme l'a constaté Newton) et rend globalement l'image floue sur un foyer plan.
On peut utiliser ce type de miroir mais à condition d'utiliser de longs rapports focaux (f/D) pour minimiser les effets de cette aberration de sorte que tous les rayons passent dans le cercle d'erreur de la tache de diffraction du disque d'Airy et passent inaperçus.
Pour éviter cette aberration, les miroirs primaires concaves ont une forme asphérique de géométrie parabolique. On l'obtient par rectification du polissage de la surface sphérique. Cette étape s'appelle la parabolisation.
André Danjon et André Couder donnent les diamètres et focales acceptables pour fabriquer un miroir primaire sphérique à la limite de la diffraction (taillé à lambda/4). « La partie mécanique nécessaire à la mise en station de l'ensemble augmentant vite avec le diamètre de ce miroir, on le limitera à 200 mm, taille idéale en regard des gestes nécessaires à sa fabrication. Comptez environ 6 mois de taille et de polissage, moins dans un club avec des gens expérimentés. »
Ce délai est valable pour un novice ou une personne ne disposant pas de beaucoup de temps libre.
En effet, en pratique à partir d'un disque de verre brut sur mesure, un amateur expérimenté peut fabriquer manuellement un miroir parabolique en 2 semaines (cf. par exemple les stages de l'Association Albireo à Albi ou de la Société Astronomique de France). Grâce à une machine-outil (CNC), on peut accomplir le même travail en 40 heures pour un 200 mm et en 60 à 70 heures pour 300 mm f/4.
Si l'amateur bénéficie du soutien et de l'expérience des membres d'un club, la taille d'un miroir parabolique ne devrait pas être un problème.
Un travail de qualité permet d'obtenir un polissage dont la précision est supérieure à lambda/10, une valeur que même les fabricants professionnels de matériel amateur dépassent rarement pour une question de rentabilité.
Grâce au soutien d'un club, quand l'amateur sera un peu plus expérimenté, il pourra se permettre de tailler de plus grands miroirs, y compris percés en leur centre (type Cassegrain ou Grégorien), sans trop d'efforts grâce notamment aux outils segmentés en céramique et aux machines-outils.
Après le polissage, il faut utiliser (généralement on le fabrique manuellement) un appareil de contrôle (par exemple un appareil de Foucault ou Foucaultoir) pour vérifier que la sphéricité du futur miroir s'approche le plus possible de la forme de révolution souhaitée.
Ces mesures comme toutes les évaluations suivantes font référence à des calculs simples de géométrie (calcul du rayon de courbure, de la flèche, etc.), l'amateur s'aidant généralement de l'informatique et de programmes plus ou moins élaborés, gratuits ou sous licence.
On effectue ensuite la parabolisation pour atteindre la forme finale et on contrôle le résultat à l'aide du Foucaultoir et d'un masque de Couderc.
On peut aussi réaliser des tests plus objectifs et plus complets avec un interféromètre de Michelson et même utiliser des appareils professionnels d'analyse de front d'onde tel l'analyseur Shack-Hartmann (SHWFS).
Lorsque ce travail est terminé, on réalise un bulletin de contrôle pour vérifier que toutes les valeurs de la surface sont nominales et donc que la courbure du disque est bien celle d'une parabole et présente la précision requise.
À ce stade, si nécessaire, on peut encore effectuer des retouches de polissage suivies d'un nouveau contrôle, et on répète cette opération jusqu'au moment où le résultat est satisfaisant.
En raison de la précision recherchée, la parabolisation dure aussi longtemps que toutes les autres étapes réunies (ébauche, réunissage, doucissage et polissage), et d'autant plus pour les miroirs ayant un petit rapport focal qui exigent une précision supérieure.
Enfin, on procède à l'aluminure (on recouvre la surface du verre d'une couche d'aluminium par évaporation sous vide) et au traitement de surface (antioxydant, renforcement, antireflet et optionnellement anti-buée). Ce traitement s'effectue en une seule étape, généralement dans un établissement spécialisé et dure environ trois heures.

## Télescope amateur de type Dobson
Dans la première édition de son livre La Construction du télescope d'amateur parue en 1951, Jean Texereau proposait aux amateurs de construire un télescope de Newton (200 mm f/6 ou f/8) sur monture azimutale car plus facile à construire qu'une monture équatoriale. Il proposait néanmoins quelques modèles de montures équatoriales et l'édition de 1961 en proposait même les plans. Ce livre fut traduit en anglais et en espagnol et révolutionna littéralement le monde de l'astronomie amateur au point d'intéresser certains constructeurs, notamment américains.
C'est dans ce contexte qu'en 1968, aux États-Unis, John Dobson, fondateur de la San Francisco Sidewalk Astronomers, inventa le télescope de Dobson.
Le dobsonien, comme on dénomme ce type de télescope, est une évolution optimisée et simplifiée du modèle proposé par Jean Texereau.
La philosophie de Dobson consiste à fabriquer soi-même un télescope à la fois bon marché et de grande taille, allant à l'époque de 300 à 600 mm de diamètre (12 à 24"). Il présenta son premier modèle, un 610 mm (24") au cours du meeting de la Riverside Telescope Makers Conference en 1969. Équipé d'un tube rigide et non démontable, le télescope avait été transporté dans un minibus qu'il avait récupéré d'occasion.
Pour être le plus simple et le moins cher possible, Dobson reprit la conception du télescope de Newton monté sur la monture la plus simple, l'azimutale. La monture appelée base ou rocker, dispose de deux axes : l' « axe d’azimut » pour les mouvements horizontaux et l'« axe de hauteur » pour les mouvements verticaux. Le pointage et la recherche des astres s'effectuent ainsi très simplement en déplaçant les 2 axes séparément ou simultanément.
En option, certains modèles peuvent être équipés de moteurs et d'un système de guidage plus ou moins automatisé (système PushTo et GoTo).
Au fil du temps, des amateurs et des constructeurs passionnés tels qu'Obsession, Starmaster ou Normand Fullum Telescopes, parmi d'autres, ont fabriqué des modèles de plus en plus grands. En général, leur rapport focal varie entre f/3 et f/5.
Aujourd'hui, il existe des dobsoniens (ou « dobs ») de toutes les dimensions, allant du modèle portatif équipé d'un miroir de 150 mm de diamètre au modèle « transportable » tubulaire, parfois monté sur chariot équipé de roues de 4 × 4 (modèle de Jim Burr), de 1 m, 1,10 m et même 1,27 m de diamètre f/3.5 pour celui fabriqué en 2014 par l'américain Normand Fullum. Basculé à plus de 45° sur l'horizon, le sommet du tube des « Very Large Telescopes » culmine entre 3 et 6 mètres de hauteur et requiert une échelle pour accéder à l'oculaire. Avec une telle dimension, il va de soi que leur prix de revient n'est plus vraiment démocratique, mais il reste largement inférieur à celui qu'il aurait fallu payer s'il existait sur catalogue.